# Astyanax microlepis
Astyanax microlepis är en fiskart som beskrevs av Eigenmann, 1913. Astyanax microlepis ingår i släktet Astyanax och familjen Characidae. Inga underarter finns listade.